# Porte de Potsdam

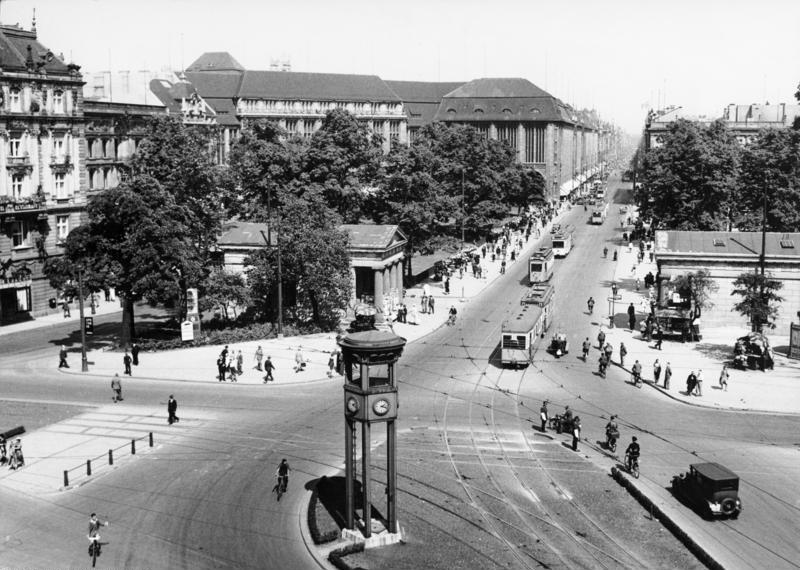
Vue des guérites de la place de Potsdam avec la tour de circulation au premier plan, vers 1930

La porte de Potsdam de Berlin faisait partie du mur de douane de Berlin (mur d'accise). Elle est construite en 1734 et remplacée en 1824 par un nouveau bâtiment par Karl Friedrich Schinkel. Les vestiges des fondations des deux guérites sont démolis en 1961.

## L'ancienne porte de Potsdam de 1734
La porte de Potsdam est construite en 1734 dans le cadre de la construction du mur d'accise de Berlin, qui englobe les nouvelles villes des princes électeurs et d'autres faubourgs, et à la suite duquel les anciens murs de fortification sont rasés. Le mur d'accise délimite à cet endroit la Friedrichstadt, encore une fois agrandie par Frédéric-Guillaume Ier. La porte, qui marque le passage à travers le mur de douane en direction de la ville de résidence de Potsdam, reprend la fonction de l'ancienne porte de Leipzig (de) sur le même axe routier de Berlin à Potsdam, entre Friedrichstadt et Friedrichswerder - c'est pourquoi l'ancienne porte de Potsdam est longtemps appelée synonyme de nouvelle porte de Leipzig. L'ancienne porte de Leipzig près de ce qui devient plus tard le Spittelmarkt (de), a remplacé la porte Gertraude de l'ancienne enceinte (de) de Berlin/Cölln après la construction des fortifications de Berlin au XVIIe siècle.
La porte de Potsdam, érigée en 1734, a des piliers en grès décorés de colonnes et de trophées de style baroque. Sur sa face intérieure, une place octogonale, l'Octogone, est aménagée au cours de l'élargissement de la Friedrichstadt comme point final de l'ancienne Leipziger Straße, qui est nommée Leipziger Platz en souvenir de la bataille de Leipzig en 1813. À l'extérieur, la rocade autour du mur d'accise traverse la chaussée de Berlin à Potsdam (de) , qui commence à cet endroit et qui est aménagée en route nationale prussienne. Aujourd'hui, la partie qui commence à la Potsdamer Platz est l'ancienne Potsdamer Straße.

## La nouvelle porte de Potsdam de 1824

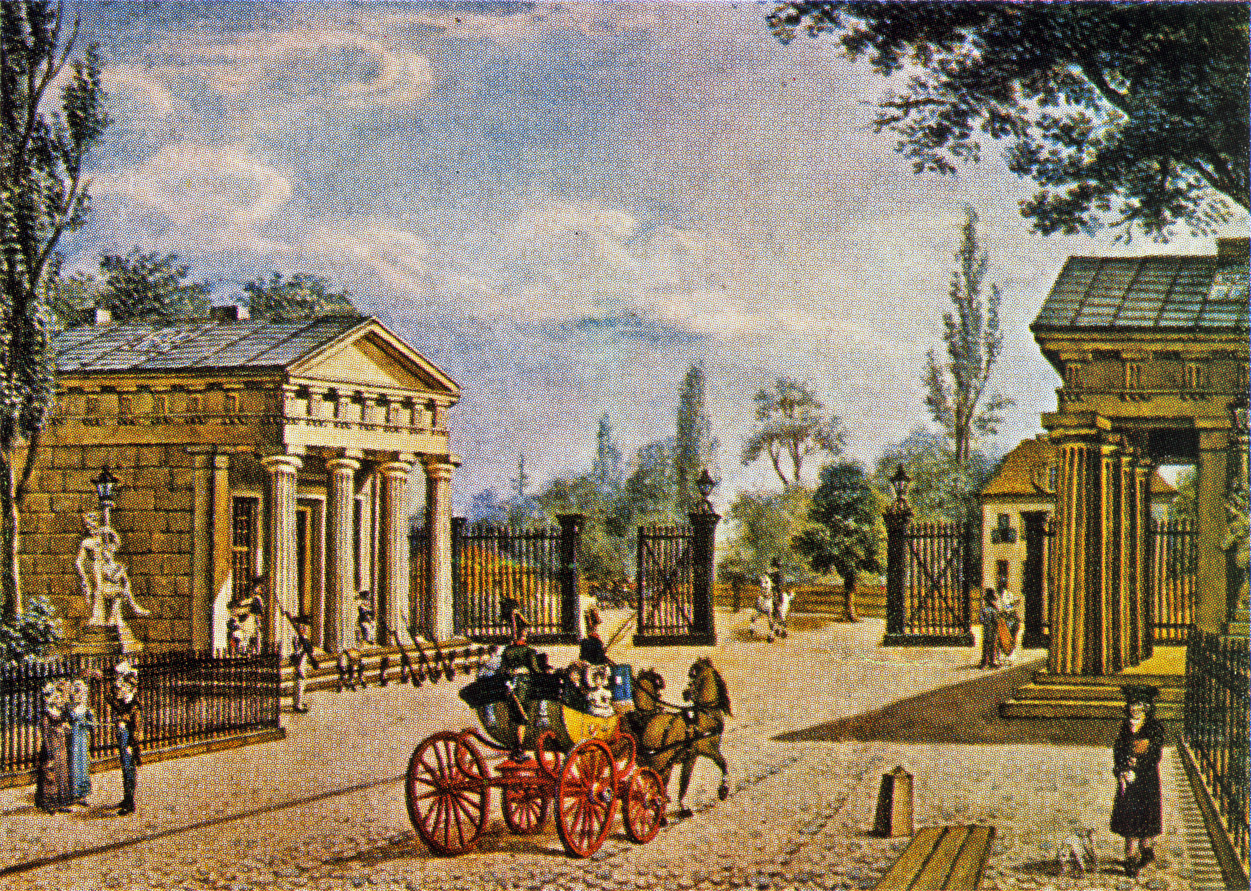
La nouvelle porte de Potsdam, aquarelle de Friedrich August Calau

L'ancienne porte étant devenue vétuste, la nouvelle porte de Potsdam est construite en 1824 par Karl Friedrich Schinkel, qui est également responsable de nombreux autres bâtiments représentatifs de cette époque à Berlin. Les deux piliers de la porte sont remplacés par deux nouvelles guérites de style classique, qui sont construites un peu vers le centre-ville à la sortie de Leipziger Platz. Schinkel construit deux bâtiments se faisant face, chacun avec une rangée de quatre colonnes devant lui dans le style dorique. À la place de l'ancienne porte de Potsdam, il aménage un espace vert destiné à accueillir les visiteurs de Berlin. D'abord appelée Platz vor dem Potsdamer Thor, elle est rebaptisée place Potsdam en 1831.

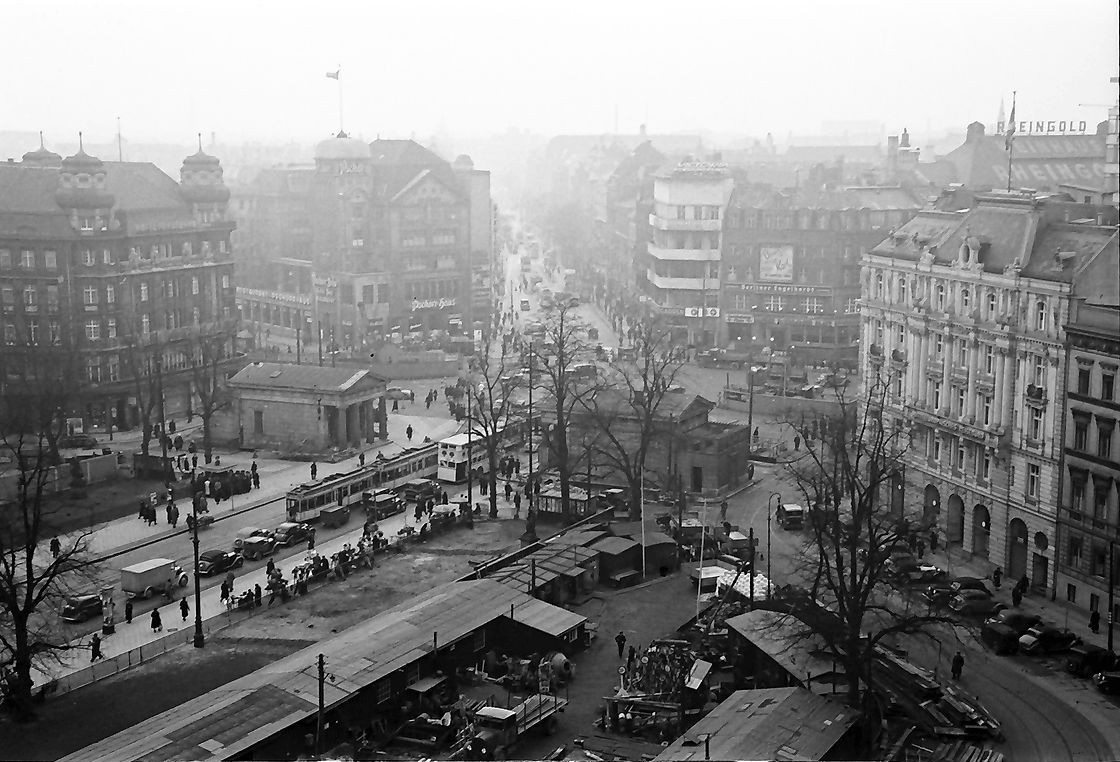
Vue vers le sud-ouest sur la place de Leipzig et de Potsdamz avec les deux guérites de 1824 dans (aujourd'hui) la Potsdamer Straße, février 1938

Les deux guérites sont préservées lorsque le mur de douane de Berlin est démoli en 1867 et, avec leur architecture classique, caractérisent les places des deux côtés de la porte désormais ouverte.
La guérite sud se dresse devant l'hôtel Fürstenhof, qui est transformé en hôtel de luxe en 1906-1907 et a pour adresse 1, place de Leipzig. Il appartient au Trésor du Reich et abrite en 1937 des téléphones automatiques, une station téléphonique publique, une station d'acceptation des télégrammes et les opérations de tubes pneumatiques et télégraphiques de la poste W9.
La guérite nord se dresse devant l'hôtel du palais construit en 1892-1893 et a pour adresse 20, place de Leipzig. Il appartient à la Deutsche Reichspost (de)-Direktion Berlin, géré par le Rohrpost- und Telegraphen-Postamt W9 (gare de Potsdam), la dépêche télégraphique se trouve ici. Des photos historiques des années 1930 montrent souvent des vendeurs de journaux itinérants entre les piliers. La guérite nord est ainsi une station de transfert interne pour les porteurs de tubes pneumatiques, tandis que la guérite sud est utilisée par le public.
Pendant la Seconde Guerre mondiale, les deux guérites de la nouvelle porte de Potsdam sont presque entièrement détruites, seules les fondations et les souches sont restées en ruines. Ces vestiges gênent la construction du mur de Berlin en 1961 et sont démolis pour l'occasion.

## Controverse sur la reconstruction du bâtiment de la porte après 1990
Au cours du réaménagement de la place de Potsdam et de Leipzig dans les années 1990, deux nouvelles entrées ouvertes du métro S-Bahn et de la gare régionale de Potsdamer Platz sont construites exactement à l'endroit où se trouvent les deux guérites.
Deux pavillons simples conçus par Oswald Mathias Ungers et initialement destinés à cet emplacement ne sont pas construits.

## Galerie de photos

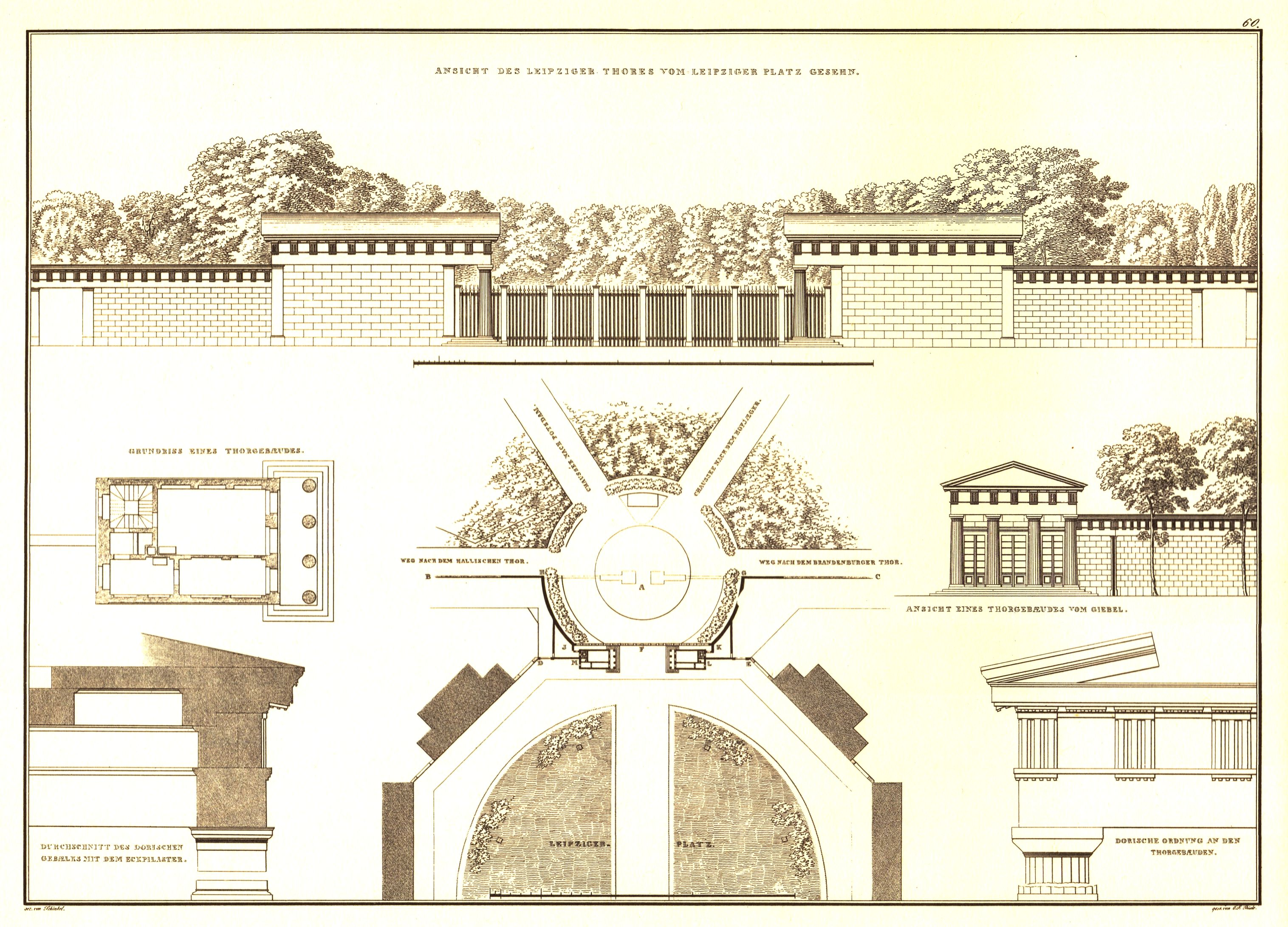
Projet de plan de l'ensemble de la porte de Potsdam par Karl Friedrich Schinkel
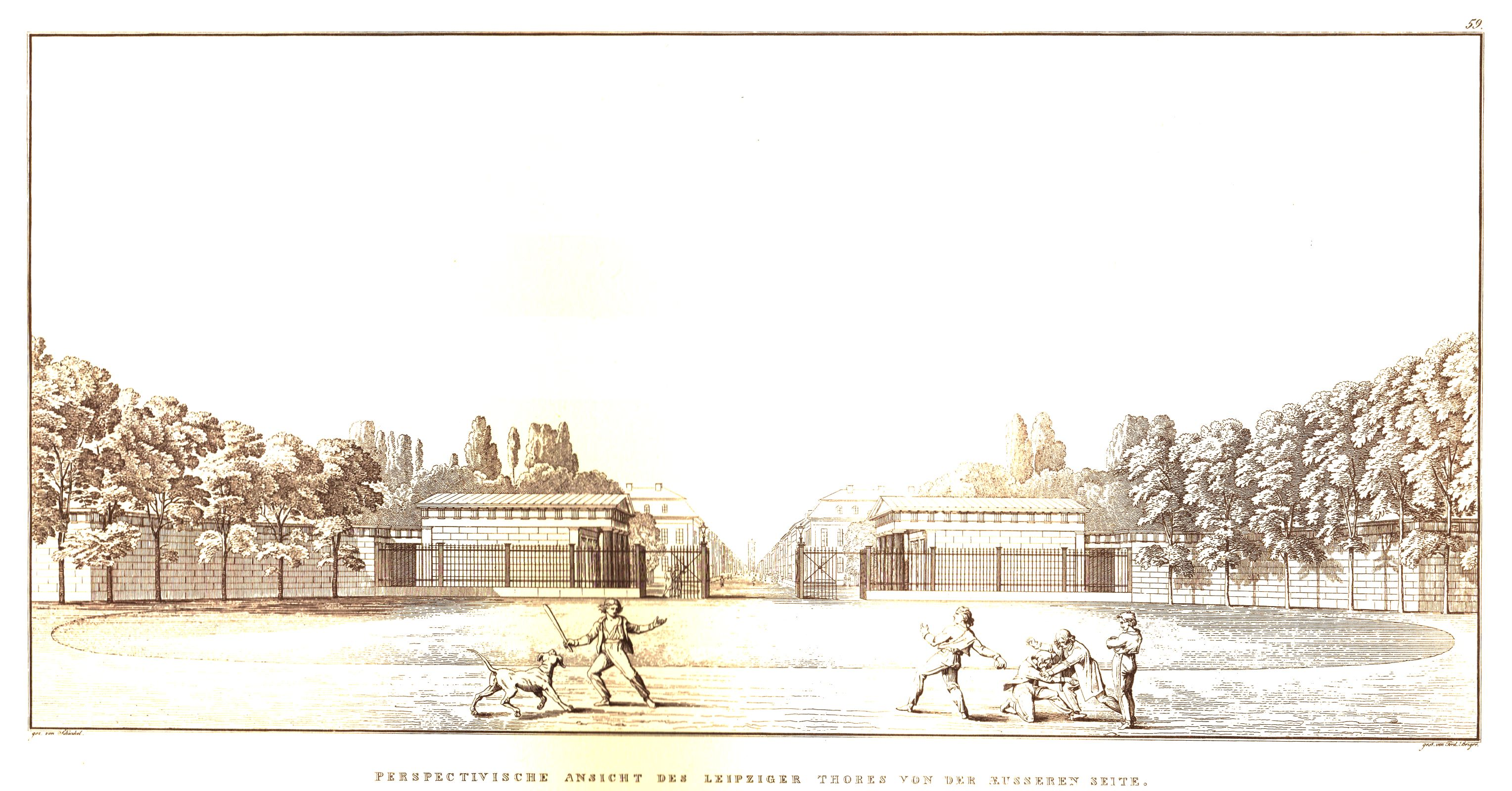
Perspective de la nouvelle porte de Potsdam vue du Tiergarten
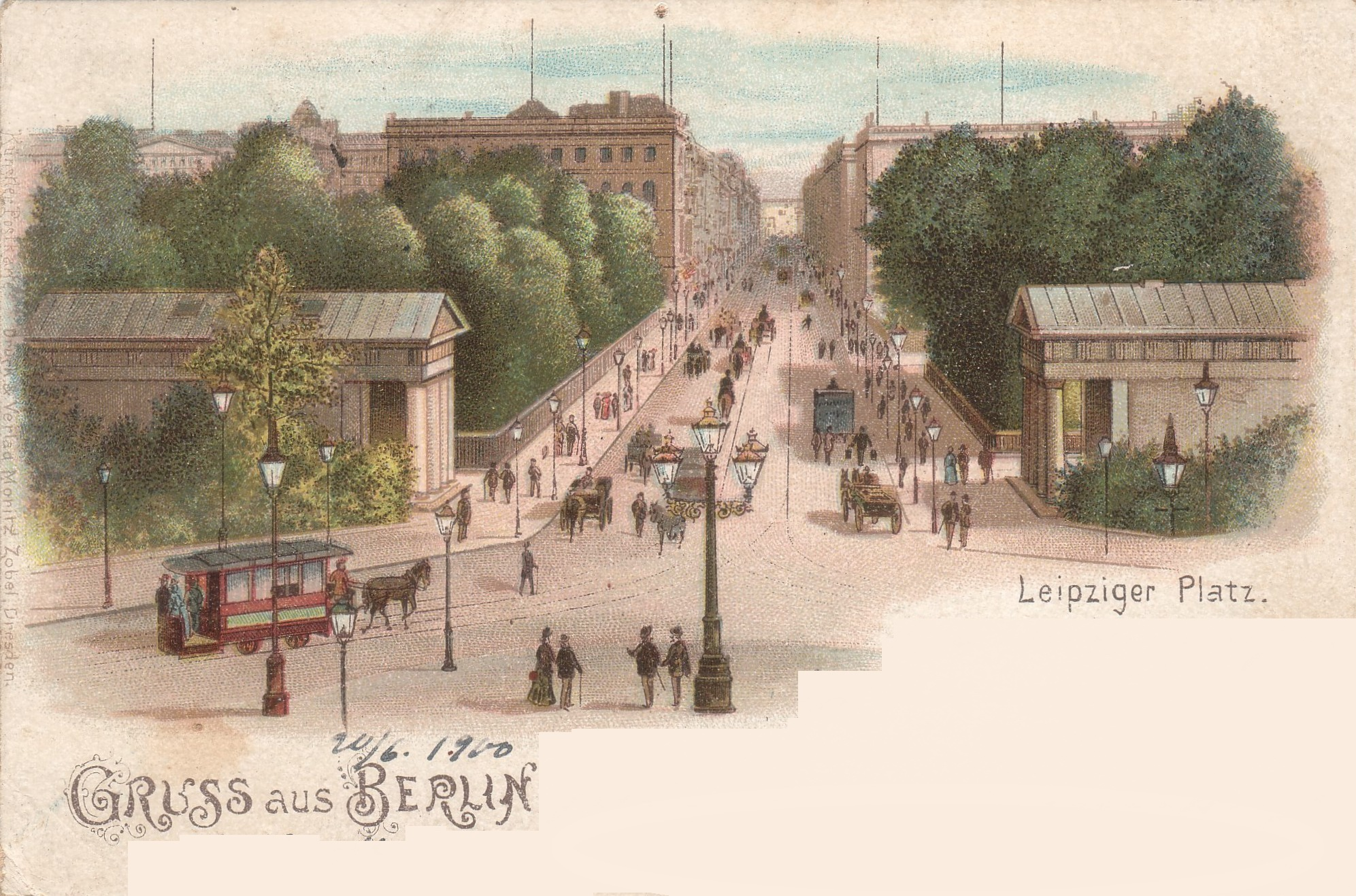
Place de Leipzig Platz avec la porte de Potsdam, 1900
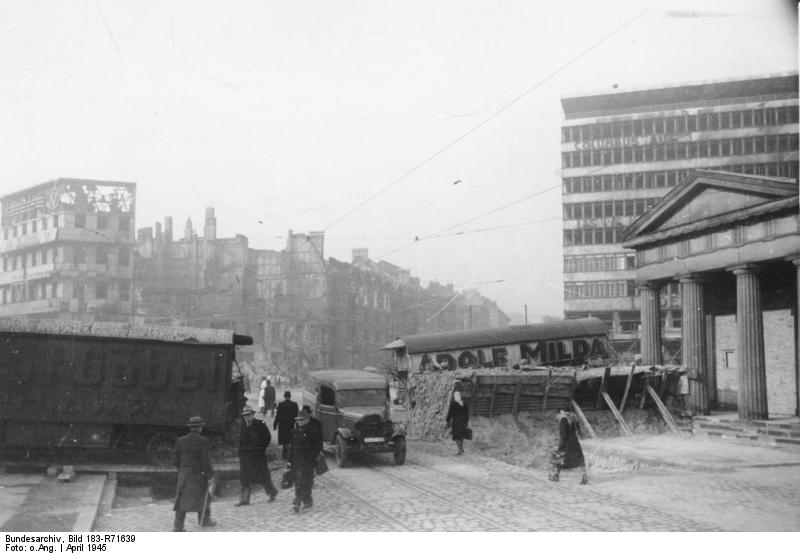
Piège à chars à la porte de Potsdam, avril 1945
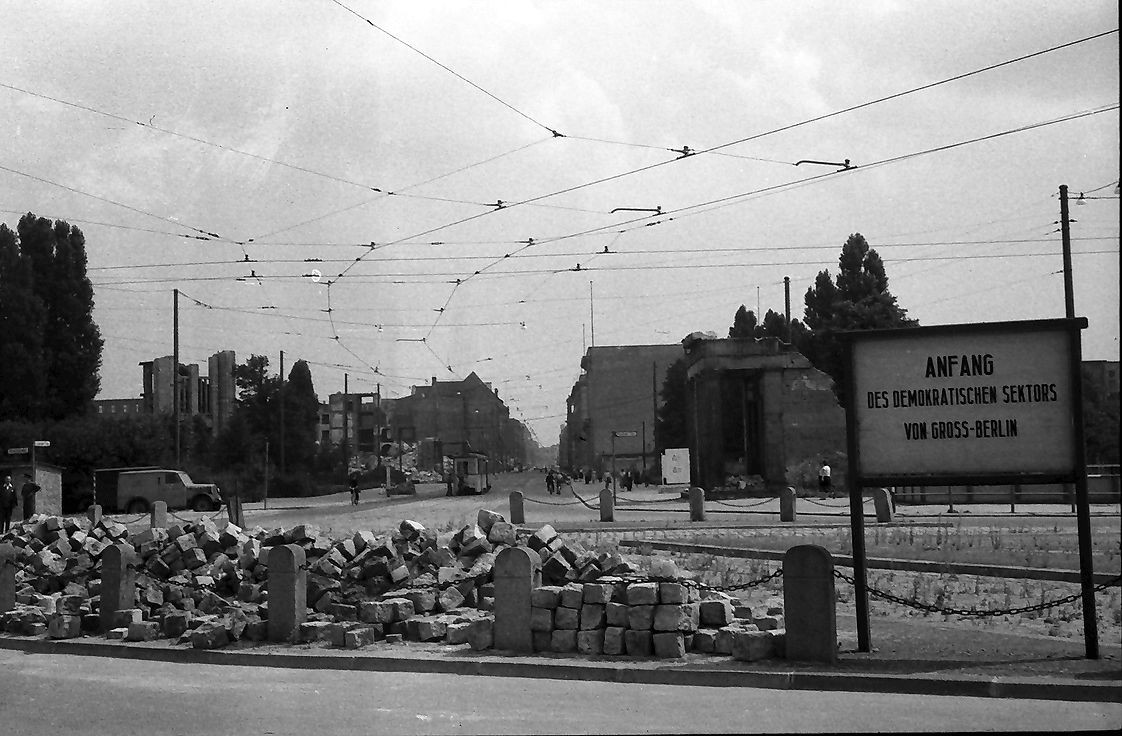
Vue de Leipziger Platz, juillet 1957